# Xaçmaz
Xaçmaz (ook: Chatsjmaz, Khachmaz) is een stad in Azerbeidzjan en is de hoofdplaats van het district Xaçmaz.
De stad telt 39.900 inwoners (01-01-2012).
Xaçmaz was bekend in Azerbeidzjan van de voetbalclub FK Xaçmaz, die tot 2005 in de 2de divisie van Azerbeidzjan speelde.